# 曽家岩駅
曽家岩駅（そうかがん-えき）は、中華人民共和国重慶市渝中区に位置する重慶軌道交通2号線と10号線の駅である。駅番号は205と1008。

## 駅構造
両路線ともに相対式ホーム2面2線の高架駅。

### 2号線
| 2号線ホーム | 相対式ホーム      |
| 2号線ホーム | ←2号線 較場口方面 |
| 2号線ホーム | 2号線 魚洞方面→   |
| 2号線ホーム | 相対式ホーム      |

### 10号線
| 10号線ホーム | 相対式ホーム       |
| 10号線ホーム | ←10号線 蘭花路方面 |
| 10号線ホーム | 10号線 王家荘方面→ |
| 10号線ホーム | 相対式ホーム       |

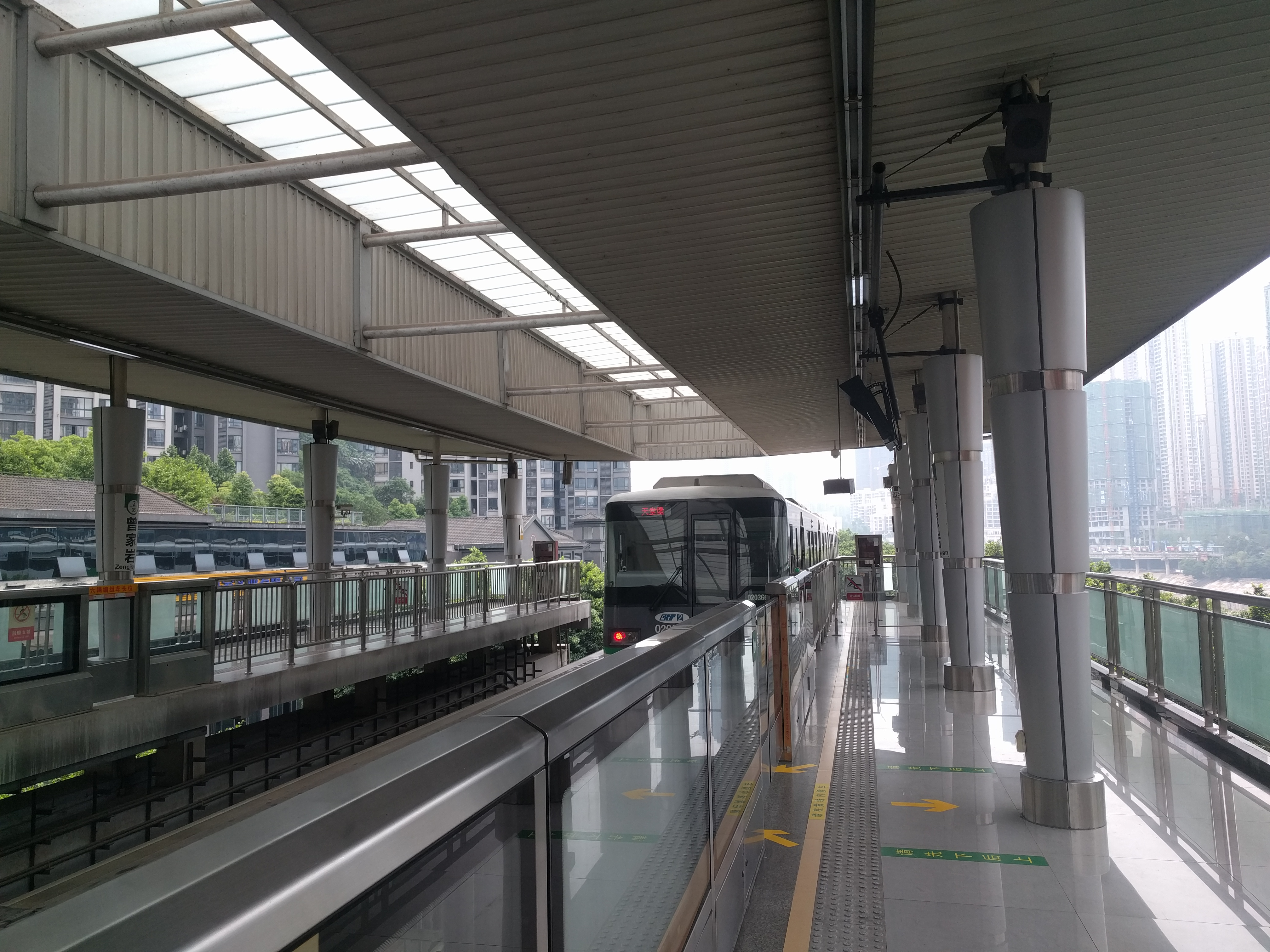
2号線ホーム
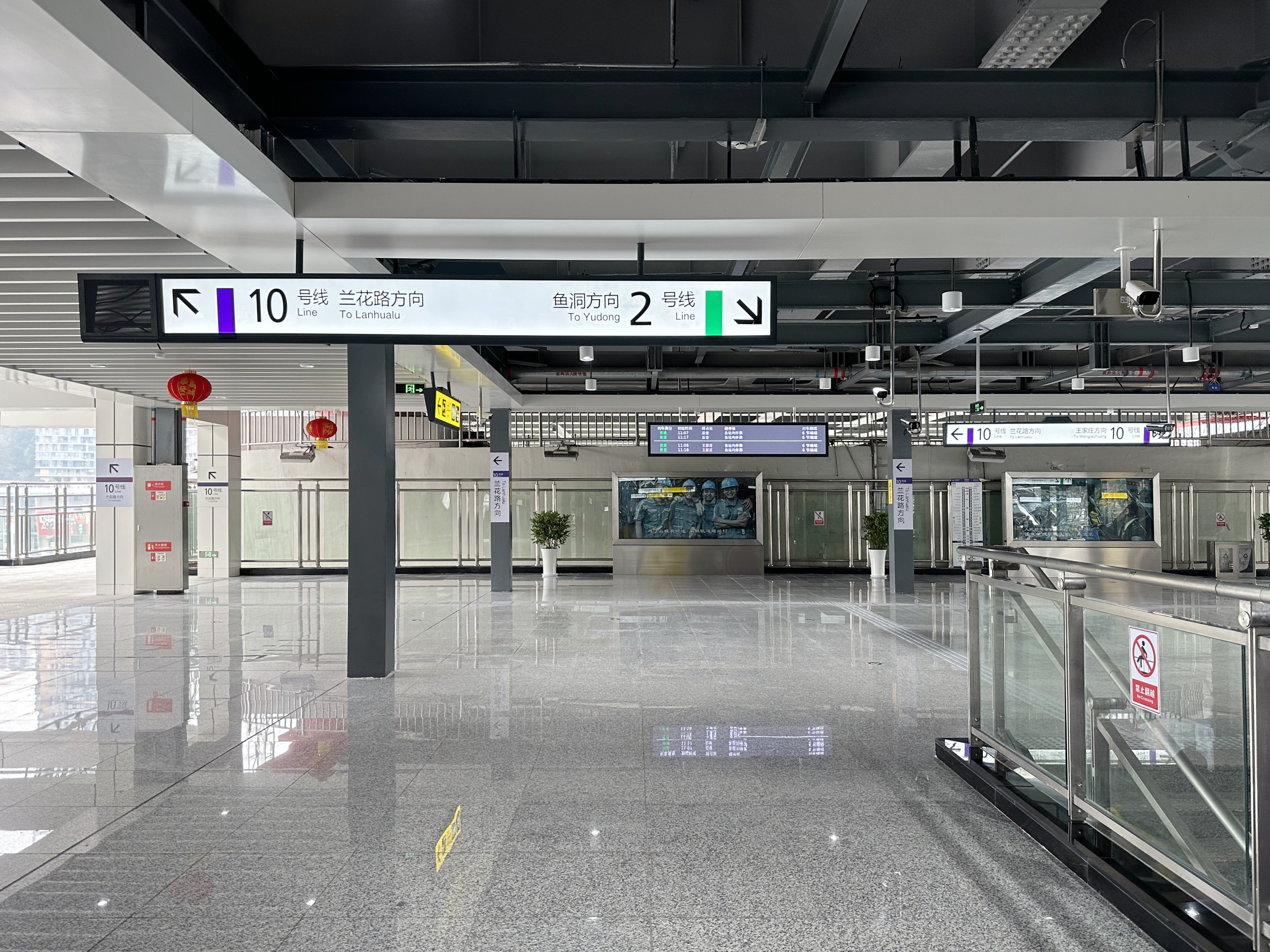
乗換案内
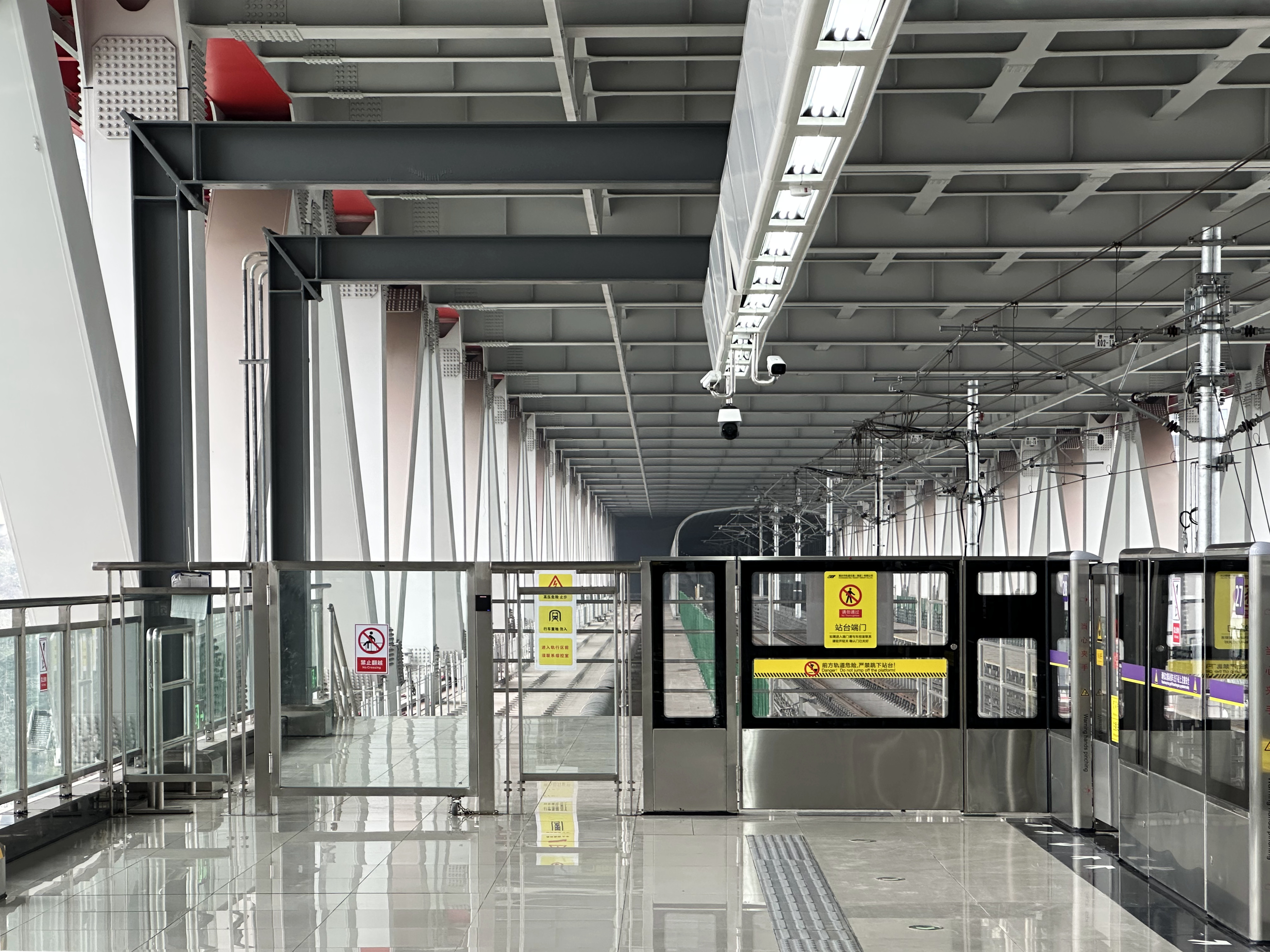
10号線ホーム

## 駅周辺
当駅は嘉陵江浜江路の真上に位置し、北側には嘉陵江が流れている。
- 人民広場
- 人民大礼堂
- 重慶市際志性建筑物三峡博物館
- 曽家岩50号

## 歴史
- 2005年6月18日 - 開業。

## 隣の駅
重慶軌道交通
■2号線
大渓溝駅 (204) - 曽家岩駅 (205) - 牛角沱駅 (206)
■10号線
大礼堂駅 (1007) - 曽家岩駅 (1008) - 鯉魚池駅 (1009)